# コシノジュンコ MASACA
『コシノジュンコ MASACA』（コシノジュンコ・マサカ）は、TBSラジオで2015年4月より、日曜17:00 - 17:30に放送されているトーク番組である。
2019年1月27日分で放送200回を迎え、2020年12月27日分で放送300回（いずれもTBSラジオ基準）を迎えた。2022年11月27日分で放送400回（いずれもTBSラジオ基準）を迎えた。

## 概要
世界的なファッションデザイナーとして知られるコシノジュンコが自ら初めてのラジオパーソナリティーを務めるもので、各界著名人を2週間1くくりとしてゲストに迎え、ファッションと様々な分野での人とひと、出会いやつながりを共有するトークを展開する。アシスタントはTBSアナウンサーの出水麻衣。
対談、およびコシノのコラムコーナーは番組ホームページにテキスト（文字おこし）として掲載されている。
番組開始以来味の素がスポンサーを務め（TBSラジオ）、2016年1月から子会社のAGFが加わっている。

## ネット局
- TBSラジオ【制作局】
- 秋田放送（秋田県／日曜18:00 - 18:30、2016年4月 - [6]）
- 山陽放送（岡山県／日曜17:30 - 18:00、2015年4月 - 2016年9月）
- 北陸放送（石川県／日曜18:00 - 18:30、2018年4月 - 2022年3月27日[7]）
- 西日本放送（香川県／日曜12:30 - 13:00、2019年4月 - 終了時期不明）
- 宮崎放送（宮崎県／土曜19:30 - 20:00、2019年4月 - 9月）
- 大分放送（大分県／日曜22:30 - 23:00、開始時期不明 - 2023年3月26日）